# Steve Hamilton (Schriftsteller)
Steve Hamilton (* 10. Januar 1961 in Detroit, Michigan) ist ein US-amerikanischer Kriminalautor.

## Leben
Steve Hamilton wuchs in Detroit auf und hatte von Kind an den Wunsch zu schreiben. Eine erste Kurzgeschichte schickte er als 12-Jähriger zur Veröffentlichung an Ellery Queen, den damaligen Herausgeber des Ellery Queen Mystery Magazin. Als Antwort auf seine Einsendung erhielt er jedoch eine „No, thank you“-Karte zurück. 1983 graduierte Hamilton an der University of Michigan, wo er auch den Hopwood Award für kreatives Schreiben in der Kategorie Fiction/non-fiction gewonnen hatte.
Hamilton schreibt in seiner Freizeit und hat – trotz der erfolgreichen Romane – seine Arbeitsstelle bei der IT-Firma International Business Machines Corporation (IBM) bisher nicht aufgegeben. Mit seiner Frau Julia und seinen beiden Kindern, Nicholas G. und Antonia, lebt er in der kleinen Ortschaft Cottekill, 2,5 Meilen nordwestlich von Rosendale Village, im Bundesstaat New York. 
Hamiltons Romane sind im dünn besiedelten Norden der amerikanisch-kanadischen Grenzregion Michigans angesiedelt. Wichtigster Protagonist ist der gemütliche Privatdetektiv Alex McKnight, ein ehemaliger Polizist aus Detroit, der aufgrund einer Schussverletzung verrentet wurde. Durch eine Erbschaft von mehreren Blockhäusern und seine Rente ist er finanziell unabhängig. Er sucht daher nicht nach Fällen, sondern sie begegnen ihm mehr zufällig und lösen sein „Helfersyndrom“ aus. 
Hamilton ist derzeit (10/2011) der einzige Autor, dessen Erstlingswerk (A Cold Day in Paradise) mit dem Edgar Allan Poe Award der Mystery Writers of America (MWA) in der Kategorie Bestes Erstlingswerk und im gleichen Jahr von den Private Eye Writers of America (PWA) mit dem Shamus Award in der identischen Kategorie ausgezeichnet wurde.

## Auszeichnungen
- 1999 Shamus Award - Kategorie Bester Debütroman von den Private Eye Writers of America (PWA)  für A Cold Day in Paradise (dt. Ein kalter Tag im Paradies)
- 1999 Edgar Allan Poe Award - Kategorie Bester Erstlingsroman der Mystery Writers of America (MWA) für A Cold Day in Paradise
- 2006 Michigan Author Award der Michigan Library Association für sein bisheriges schriftstellerisches Werk
- 2011 Edgar Allan Poe Award - Kategorie Bester Roman der Mystery Writers of America (MWA) für The Lock Artist
- 2011 Ian Fleming Steel Dagger der britischen Crime Writers' Association für The Lock Artist (als besten Thriller)
- 2011 Barry Award - Kategorie Bester Roman des US-amerikanischen Kriminalmagazins Deadly Pleasures für The Lock Artist

## Werke

### Alex McKnight-Serie
- 1998 A Cold Day in Paradise (dt. Ein kalter Tag im Paradies). DuMont, Köln 2001; ISBN 3-7701-5615-3
- 2000 Winter of the Wolf Moon (dt. Unter dem Wolfsmond). DuMont, Köln 2001; ISBN 3-7701-5619-6
- 2001 The Hunting Wind (dt. Der Linkshänder). DuMont, Köln 2002; ISBN 3-8321-5909-6
- 2002 North of Nowhere (dt. Nördlich von Nirgendwo). DuMont, Köln 2003; ISBN 3-8321-8308-6
- 2003 Blood is the Sky (dt. Himmel voll Blut). DuMont, Köln 2003; ISBN 3-8321-8323-X
- 2004 Ice Run (dt. Blind River). DuMont, Köln 2007; ISBN 978-3-8321-8348-6
- 2006 A Stolen Season
- 2011 Misery Bay
- 2012 Die a Stranger
- 2013 Let It Burn
- 2018 Dead Man Running

### Sonstige
- 2007 Night Work
- 2009 The Lock Artist (dt. Der Mann aus dem Safe). Droemer, München 2012; ISBN 978-3-426-22621-6
- 2016 The Second Life of Nick Mason (dt. Das zweite Leben des Nick Mason). Droemer, München 2017; ISBN 978-3-426-30498-3
- 2017 Exit Strategy (A Nick Mason Novel) (dt. Drei Zeugen zu viel). Droemer, München 2018; ISBN 978-3-426-30499-0
- 2021 The Bounty (mit Janet Evanovich)

### Kurzgeschichten
- 2005 One fast Packard. In: Jessica Kaye und Richard J. Brewer (Hrsg.): Meeting Across the River
- 2006 Room for a Fourth. In: Otto Penzler (Hrsg.): Murder in the Rough
- 2011 Beneath the Book Tower: An Alex McKnight Short Story

### Autobiographie
- 2012 I Want My Life Back